# 에우제니오 칼라비
에우제니오 칼라비(이탈리아어: Eugenio Calabi, 1923년 5월 11일 ~ 2023년 9월 25일)는 이탈리아 태생의 미국 수학자이다. 미분기하학과 편미분 방정식 이론에 공헌하였다.

## 생애
이탈리아 밀라노에서 태어났다. 미국으로 이민하여, 매사추세츠 공과대학교에서 학사 과정을 1946년 졸업하였다. 1950년에 프린스턴 대학교에서 박사 학위를 수여받았다.
이후 미네소타 대학교의 교수가 되었으며, 그 뒤 펜실베이니아 대학교로 옮겼다.